# Rybokarty
Rybokarty – wieś w Polsce położona w województwie zachodniopomorskim, w powiecie gryfickim, w gminie Gryfice.
We wsi znajduje się remiza Ochotniczej Straży Pożarnej, a także świetlica wiejska. W Rybokartach znajduje się sieć wodociągowa podłączona do ujęcia wody w Wołczynie. Dzieci z miejscowości są dowożone do Szkoły Podstawowej Nr 4 w Gryficach i Gimnazjum Nr 2 w Gryficach. 
Znajduje się tu siedziba leśnictwa.
Rybokarty od północy otaczają pagórki dochodzące do wysokości 56 m n.p.m., a od południa rozległe lasy.

## Integralne części wsi
| SIMC    | Nazwa  | Rodzaj     |
| ------- | ------ | ---------- |
| 0775988 | Lubków | przysiółek |

## Rys historyczny
W 1380 roku w statutach kapituły kamieńskiej pojawia się po raz pierwszy nazwa wsi Rybokarty. W 1447 roku miejscowość zostaje wymieniona jako Ribbekard. Z kolei w dokumencie z 1505 r. wieś określono jako Rybbekarth. Stanowiła lenno rycerza von Kretlow. Później właścicielem miejscowości został Henryk Bork, zwany też Czarnym Rycerzem. W 1606 roku kompleks gospodarski był już w posiadaniu Petera von Wohlde. Mapa Lubinusa z 1618 r. wymienia Ribcartz. Natomiast w dokumencie z 1628 roku wskazana jest inna nazwa wsi – Ribbekardt. Następnym właścicielem Rybokart był Christoph von Mildenitz. Z kolei po 22 latach w posiadanie Rybokart wszedł Hans von Hennig, który zmarł w 1669 r. Wówczas wieś przejął jego dalszy krewny – Georg von Edling. W 1765 roku, po śmierci ostatniego członka rodu von Edling, gospodarzem Rybokart został tajny radca Karol Adrian von Arnstadt. W 1780 roku nazwa wsi brzmiała Ribberkart. W 1791 r. wieś kupił za kwotę 2 tys. talarów generał major von Lettow. Członkowie rodu von Lettow uczynili pałac w Rybokartach jedną z najokazalszych siedzib. Potem właściciele pałacu i wsi zmieniali się często. W 1901 roku Rybokarty były własnością dr Fritza Röchlinga, który między innymi leczył tutaj klimatem osoby z zaburzeniami psychicznymi (depresjami). Od 1929 roku do 1945 roku właścicielem Rybokart był adwokat dr prawa Müller z Gdańska. 
Po wojnie wieś nosiła nazwę przejściową Piaseczno. W latach 1946–1998 miejscowość administracyjnie należała do województwa szczecińskiego.

## Kościół

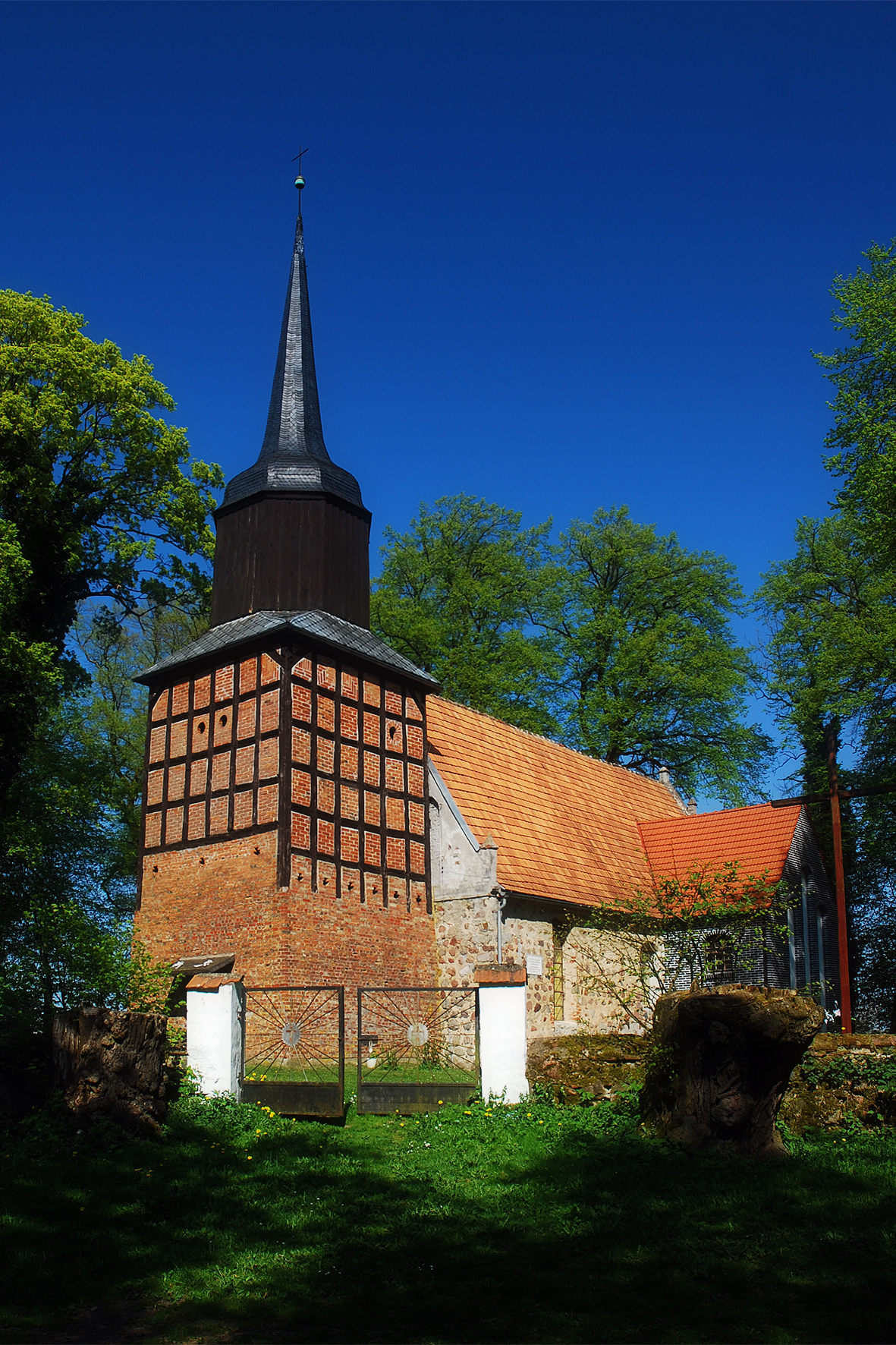
Kościół św. Józefa Robotnika

We wsi znajduje się zabytkowy kościół pw. św. Józefa Robotnika, pochodzący z XV w. Jednonawowa na rzucie prostokąta budowla została wybudowana z kamienia polnego i cegły. 
W 1690 r. do elewacji zachodniej dobudowano wieżę o konstrukcji ryglowej, którą następnie smukłym hełmem. Kościół ma dość bogato wyposażone barokowe wnętrze. Znajduje się tutaj barokowy ołtarz  z 1700 r. W nim umieszczone są trzy obrazy przedstawiające „Ostatnią Wieczerzę”, „Ukrzyżowanie” i „Złożenie do grobu”. Niektóre źródła wspominają dodatkowo o istnieniu niegdyś chrzcielnicy z 1707 r. w kościele. Na uwagę zasługuje także ambona o formach barokowych wykonana w roku 1664. W kościele umiejscowione są także trzy interesujące epitafia o wysokim kunszcie artystycznym przedstawiające dawnych właścicieli pałacu. Wczesnobarokowe epitafium Wilhelma von Mildenitza (1597–1669) skarbnika kapituły kamieńskiej oraz radcy elektora brandenburskiego, barokowe epitafium Berharda Friedricha Von Edling (1666–1709) poległego w bitwie pod Mons oraz Bogislava Wilhelma von Edling (1662–1739). Kościół poświęcono ponownie 1 grudnia 1945 r.  
W świątyni ulokowane są zabytkowe sześciogłosowe organy wybudowane przez szczecińskiego organmistrza Barnima Grüneberga w 1927 r. jako opus 731. Instrument o trakturze pneumatycznej posiada jeden manuał oraz klawiaturę nożną. Stół gry jest wbudowany w cokół szafy organowej z lewej jej strony. W szafie znajdują się oryginalne piszczałki należące do sekcji Gedackt 8', a na każdej jest podpis Grüneberga. W latach 80. przeprowadzono generalny remont, podczas którego zamontowano dmuchawę elektryczną, którą ze względu na ograniczoną ilość miejsca w instrumencie usytuowano ponad chórem. Drewniane piszczałki głosu pedałowego Subbas 16' są gierowane. Przy stole gry znajduje się mechanizm wbudowanego dzwonka dla kalikanta.

## Historia pałacu
Zasugerowano, aby ta sekcja została przeniesiona do artykułu Pałac w Rybokartach.

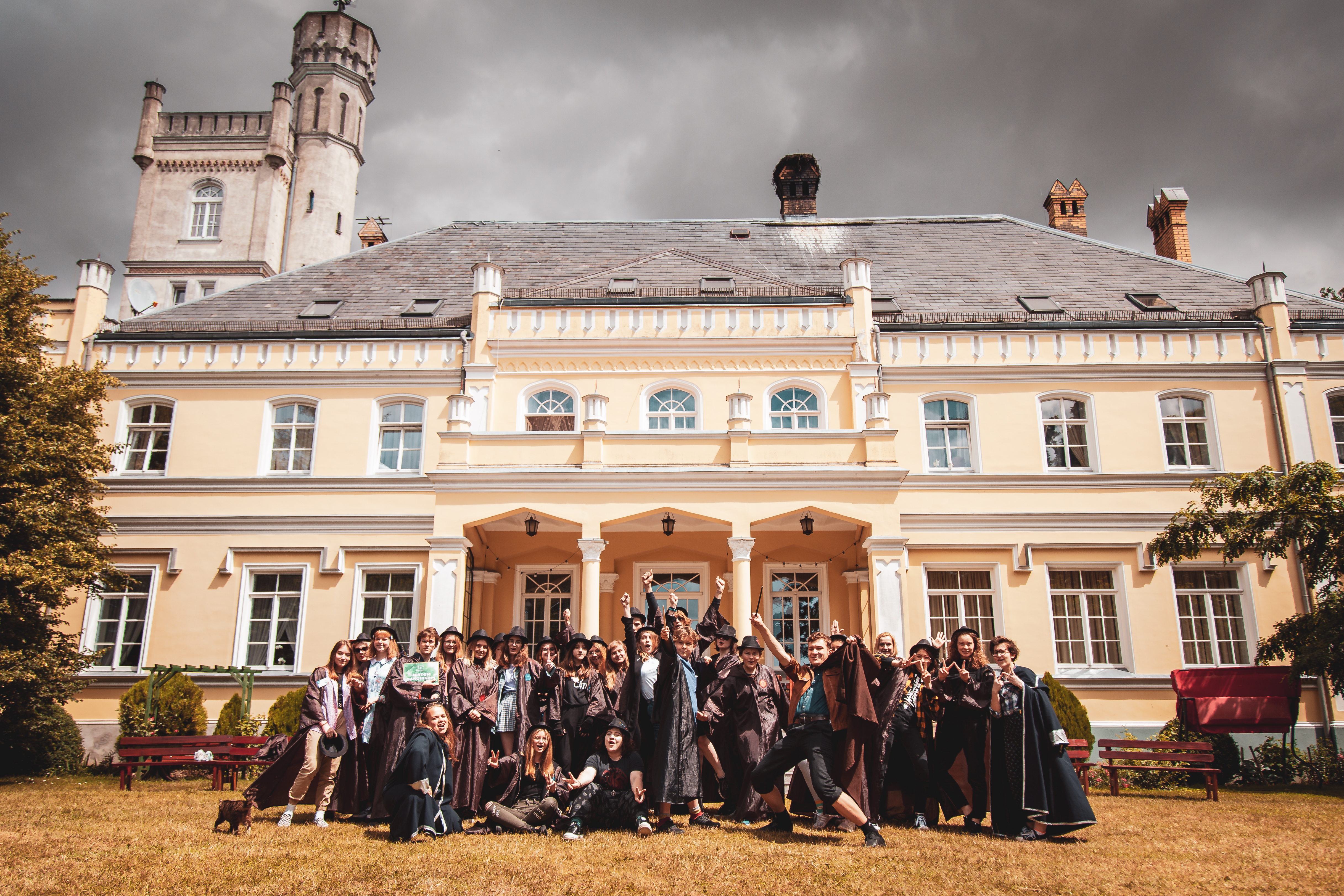
Kolonie tematyczne dla dzieci w Pałacu w Rybokartach.

We wsi znajduje się zabytkowy pałac położony nad jeziorem. Wraz z wystrojem stanowi typowy przykład stylowych przemian dworskiej rezydencji z 2. połowy XVIII w. Rozbudowany w ciągu XIX i XX wieku w stylu angielskiego neogotyku. Wystrój wnętrz pochodzi z około 1903 roku, kiedy to miała miejsce druga faza przebudowy pałacu. Wówczas przedłużono korpus pałacu w kierunku południowym o jedną oś. Po kilku latach od strony północnej wzdłuż osi podłużnej pałacu dodano całe skrzydło. Bryła pałacu wzbogacona jest dwiema wieżami, jedna z nich (czworoboczna z arkadowym podjazdem) dostawiona do elewacji północnej. Pałac otoczony jest od strony północno-wschodniej i południowo-zachodniej parkiem krajobrazowym. W parku rosną cenne stare drzewa: jodła kaukaska (obwód 295 cm), modrzew europejski (obwód 350 cm), świerk syberyjski (w parku jest wielką rzadkością), a także pomnikowe dęby i buki oraz bluszcz, czy też bukszpan. Po 1945 roku rozkradziono wyposażenie pałacowe wnętrz, zniknęły ozdobne obicia, gzymsy, witraże, kafelki, kamienne płyty oraz inne elementy wykończenia. Przez pewien czas – do 1974 roku – w pałacu mieściła się szkoła podstawowa. Pałac w Rybokartach 10 maja 1974 roku został wpisany do rejestru zabytków ówczesnego województwa szczecińskiego pod nr 758. Mimo to kolejne lata przyniosły dalsze rozkradanie wyposażenia, co doprowadziło obiekt do zupełnej ruiny. Dopiero w 1991 roku pałac trafił w prywatne ręce. Pod nadzorem Wojewódzkiego Konserwatora Zabytków w Szczecinie obecny właściciel przeprowadził konserwację i remont kapitalny budowli. Pałac posiadał w największej rozbudowie łączną kubaturę 7 tys. m². Obecnie pałac przystosowywany jest na hotel, który gości zarówno klientów indywidualnych, jak i zorganizowane wyjazdy wakacyjne – kolonie tematyczne dla dzieci i młodzieży. W dalszych planach jest prowadzenie w nim odnowy biologicznej i kawiarni w starym stylu.

## Samorząd mieszkańców
Gmina Gryfice utworzyła jednostkę pomocniczą – „Sołectwo Rybokarty”, które obejmuje miejscowości: Rybokarty i Lubków. Organem uchwałodawczym sołectwa jest zebranie wiejskie, na którym mieszkańcy wybierają sołtysa. Działalność sołtysa wspomaga radę sołecką, która liczy od 3 do 7 osób – w zależności jak ustali wyborcze zebranie wiejskie. 